# Habroptila wallacii
El rascón de Wallace (Habroptila wallacii, sin.: Gallirallus wallacii) es una especie de ave gruiforme de la familia Rallidae endémica de la isla de Halmahera en las Molucas septentrionales, perteneciente a Indonesia. Es un ave no voladora que habita en los bosques pantanosos, los humedales y las zonas colindantes a los bosques. Está clasificado como especie vulnerable en la Lista Roja de Especies Amenazadas de la UICN.

## Taxonomía
El rascón de Wallace fue descrita científicamente por el zoólogo inglés George Robert Gray en 1860. Es el único miembro del género Habroptila (que proviene del griego habros, "delicado", "hermoso", y ptilon, "pluma", y el nombre de su especie wallacii le fue dado por el zoólogo británico Alfred Russel Wallace). Se conoce solo por un puñado de especímenes y avistamientos confirmados, el más reciente en el 2003. Esta especie podría estar emparentada con el rascón inepto (Megacrex inepta).

## Descripción
Es un rascón no volador grande, que mide entre 33 y 40 cm de largo. Ambos sexos tienen una coloración similar, plumaje gris oscuro con alas y cola pardo más oscuro, anillo periocular rojo, y pico y patas de color naranja rojizo. Sus partes inferiores son algo más claras. Se parece superficialmente al calamón común (Porphyrio porphyrio) y al rascón de Calayán (Gallirallus calayanensis), con los que se le puede confundir. Se diferencia del calamón común que recientemente se ha descubierto que también vive en Halmahera por sus manchas. Se diferencia del rascón de Calayán en que es de mayor tamaño y algunas de sus manchas con diferentes. De las 26 endémicas de la región de las Molucas septentrionales el rascón de Wallace es una de las ocho especies amenazadas.

## Distribución y hábitat
El rascón de Wallace es autóctona de la zona más remota y densa de los palmerales pantanosos y humedales de Halmahera, perteneciente a Indonesia, y prefiere los hábitats fronterizos donde los pantanos se juntan con los bosques y los claros. Las localizaciones de la región donde se ha avistado son Fanaha, Gane, Pasir Putih, Sondo, Tewe, y la bahía Weda. Además existen registros de que vive en los pantanos de Kao. Está clasificado como especie vulnerable con una población estimada entre los 2500–9999 individuos. Las causas de su vulnerabilidad son su continua pérdida de hábitat debida a la agricultura, la fragmentación de su hábitat, el pequeño tamaño de su población concentrada en una región limitada, la depredación y la caza. Su comportamiento sigiloso y esquivo en su denso hábitat hace especialmente difícil su estudio en la naturaleza. Por consiguiente se sabe poco sobre él y podría ser más numeroso de lo que se cree. La mayoría de los palmares pantanosos han sido destruido para convertirlos en campos de arroz y piscifactorías. Los nativos los cazan con cepos y perros.

## Comportamiento
Se sabe poco del ciclo vital del rascón de Wallace. Su dieta se compone principalmente de brotes de plantas y demás materia vegetal e insectos. También se alimentan de los cortes abiertos en las palmeras. Sus cantos son parecidos a tamborileos con un grito agudo. Crían en pareja nidadas de entre 4 y 5 polluelos.